# Malletinstrument
Malletinstrument är slagverksbaserade instrument och innefattar bland annat instrumenten marimba, xylofon, vibrafon, metallofon och klockspel (slagverk).
Ordet "mallet" kommer från det engelska ordet för de klubbor man använder när man spelar på malletinstrument. Klubborna består av en smal pinne med ett runt huvud längst ut. Material, längd, mm beror på vilket av malletinstrumenten klubban ska användas på.
Se även:
- Slagverk
- Marimba
- Xylofon
- Vibrafon
- Metallofon
- Klockspel
- Rörklockor